# Deichkind
A Deichkind egy hamburgi hiphop, elektropunk zenekar. Az együttes 1997-ben alakult és öt tagot számlál.

## Diszkográfia

### Stúdióalbumok
- Bitte ziehen Sie durch (2000)
- Noch fünf Minuten Mutti (2002)
- Aufstand im Schlaraffenland (2006)
- Arbeit nervt (2008)
- Befehl von ganz unten (2012)
- Niveau Weshalb Warum (2015)

### Kislemezek
- Kabeljau Inferno (1999)
- Bon Voyage (2000)
- Komm Schon! (2000)
- Weit weg (2000)
- Limit (2002)
- Pferd im Stall (2002)
- Electric Superdance Band (2005)
- Remmidemmi (Yippie Yippie Yeah) (2006)
- Ich betäube mich (2006)
- Arbeit nervt (2008)
- Luftbahn (2009)
- Bück dich hoch (2012)
- Leider Geil (2012)
- Der Mond (2012)
- Ich habe eine Fahne (2014)
- So’ne Musik (2014)
- Denken Sie groß (2015)
- Like mich am Arsch (2015)
- Selber machen lassen (2015)
- Happy New Fear (2015)

### Középlemezek
- Bonaqua / Wer bremst das ?! (1998)